# Предтеченский, Андрей Иванович
Андрей Иванович Предтеченский (1832, село Воскресенское, Старорусский уезд, Новгородская губерния — 1893, Санкт-Петербург) — российский духовный писатель, преподаватель-историк, религиозный публицист и журналист.

## Биография
Родился в семье сельского священника.
Окончил в 1851 году по первому разряду Новгородскую духовную семинарию, в 1855 году 2-м магистром XXI выпуска —Санкт-Петербургскую духовную академию. Был оставлен при академии и с 1861 года был экстраординарным, занимал в ней кафедру общей гражданской истории. А. Л. Катанский вспоминал: 

Общую гражданскую историю преподавал молодой тогда бакалавр А. И. Предтеченский, очень живой, красноречивый, хотя читал по составленным им лекциям, прекрасный знаток новейших языков, в особенности английского. Пользуясь преимущественно английской литературой по истории древнего мира, Ассирии, Египта, он в особенности долго останавливался на истории древней Греции и, в частности, на веке Перикла. Его лекции были обильны картинными описаниями и хорошо знакомили нас с античным миром. Вообще, он был очарован этим миром, что сказывалось даже в домашней его жизни, в квартире, обставленной статуями и картинами. Недаром впоследствии, когда он был редактором «Церковного вестника» (1875—1880), он энергически отстаивал классицизм графа Д. А. Толстого против ожесточённых на него нападок со стороны пеяати и общества. <…> А. И. Предтеченский был довольно замечательный публицист. Уже тогда, в раннее время своей службы, он сотрудничал в журналах, не только духовных, но и светских. Между прочим, он был деятельным сотрудником «Биржевых ведомостей», издаваемых Трубниковым. <…> Он держал себя очень близко к студентам; многие из товарищей, в особенности его земляки-новгородцы, ходили к нему в его бакалаврскую квартиру, находившуюся в академическом здании. Тем удивительнее и непонятнее для нас было, когда, по переходе нашем в старший курс (1861), он позволит себе сделать тот шаг, который … имел роковые последствия для всего нашего XXV курса…
— Катанский А. Л. Воспоминания старого профессора. С 1847 по 1913 год. — Н. Новгород: Нижегородская духовная семинария, 2010. — С. 102—103. — 2000 экз. — ISBN 978-5-904720-03-2.
В 1885 году был утверждён ординарным профессором, но спустя несколько месяцев после этого из-за проблем со здоровьем был вынужден уйти в отставку. Магистр богословия. В академии занимал кафедру общей гражданской истории, имел учёное звание профессора. Своими лекциями старался доказать, что гражданская история может иметь высокое образовательное значение для богословов, если вывести её из рамок пересказа на почву философического изложения.
В 1870-х годах был одним из главных сотрудников газеты «Биржевые ведомости», в которой вёл отдел внутренней и внешней политики.
С 1874 по 1881 год состоял редактором «Христианского чтения», а с 1875 года — основанного им «Церковного вестника». Его усилиями была учреждена вспомогательная пенсионная касса для наставников академии.
Скончался 6 (18) мая 1893 года. Аполлинарий Львов в своём «Дневнике» пишет: «хоронили А. И. Предтеченского, 30 лет прослужившего Академии и пользовавшегося в свое время большою популярностью. Едва пустили отпевать в Академию. На панихиде ни одного академического монаха. Служил его ученик — Николай Гдовский и с ним один сторонний архимандрит, да протоиерей. Из академических — ни души. На отпевание не пришёл ни один студент. Вот как монахи пользуются воспитательными средствами! Ректор не проводил даже из Академии гроб почившего».

## Духовный писатель и публицист
Статьи Предтеченского, по преимуществу апологетического содержания (например, «Место и значение чудес в системе христианства» под псевдонимом А. Рамушевского; «Неверие само по себе и в приложении к истине бытия Божия и к христианству», «Штраус и характеристика его критики на евангелистов» и др.), в своё время придавали яркий колорит книжкам академического журнала.
В своих публичных лекциях выступал против увлечения западными рационалистическими теориями; результатом этих лекций стала книга «Что разумнее: вера или неверие?» (Санкт-Петербург, 1864).
Другие работы его авторства: «О необходимости священства, против беспоповцев» (СПб., 1861), «В защиту русского православного духовенства от современных обвинений и нареканий», «Атеизм и народное развитие» (СПб., 1881), «О происхождении и развитии религии» (СПб., 1883), «Теократический принцип ислама и следствия этого для мусульман и христиан», «Римские катакомбы после новейших исследований в них России» (СПб., 1883). Речь Предтеченского «Иисус Христос и история человечества» («Христианское чтение», I, 1874) представляет собой исповедание веры его как историка.